# Ротарь, Леонид
Леонид Ротарь (род. 1962 год, Молдавия) — российский художник, куратор Восточной галереи.

## Биография
В 1962 году родился в Молдавии. Окончил Всесоюзный Государственный институт кинематографии имени С. А. Герасимова.
Работы выставлялись в Якут-галерее и Айдан галерее. Участвовал в выставке, приуроченной к 1000-летию крещения Руси (Москва, 1988), Международной молодёжной выставке (Москва, 1989), а также в проектах на ярмарках Арт-Москва и Art Brussel (2008). Был номинантом на соискание премии им. В. Кандинского в 2008 году. Живёт и работает в Москве.

## Работы находятся в собраниях
- Московский музей современного искусства
- Новый музей, Санкт-Петербург.
- Коллекция Айдан галереи, Москва.
- Коллекция Ольги Лопуховой, Москва.

## Персональные выставки
- 2017 — «Новый шаг»[1], Галерея «Alvitr Gallery», ИЦ «Архитектор», Екатеринбург;
- 2012 — «Конец света», Галерея «Триумф»[2], Москва;
- 2008 — «Не молчи». Айдан галерея, Москва[3][4];
- 2006 — «До завтра». Якут-галерея, Москва[5];
- 2005 — «Земля и небо». Якут-галерея, Москва[6];
- 2004 — «Луна и звезды». Якут-галерея, Москва;
- 2003 — «Генезис». Якут-галерея, Москва;
- 1996 — «Московская палитра». Москва.

## Групповые выставки
- 2015 — «Детский дискурс», Екатеринбург;
- 2013 — «Новый Российский Реализм» — кураторский проект, ЦДХ, Москва;
- 2012 — «Экспансия предмета», Музей современного искусства, Москва;
- 2011 — «Поиски идентификации. Современное российское искусство», Новый музей, Санкт-Петербург[7];
- 2009 — Art Dubai, стенд «Айдан галереи», Дубай, ОАЭ;
- 2008 — Выставка номинантов на Премию Кандинского, Лондон;
- 2008 — Арт Москва — 2008, ЦДХ, Москва;
- 2008 — Art Brussels, Брюссель, Бельгия;
- 1989 — Международная молодёжная выставка, Москва;
- 1988 — Выставка к 1000-летию крещения Руси, Москва.